# Пена (приток Ваймуги)
Пена — река в России, протекает в Обозерском городском поселении Плесецкого района Архангельской области. Длина реки составляет 23 км.
Берёт начало к западу от урочища Уйта. В верхнем течении течёт с запада на восток, затем течёт по западной границе болота Обозерского с юга на север. В нижнем течении поворачивает на северо-запад. Принимает справа приток из озера Речное Пахтальное, ниже слева впадает речка Уйта. Устье реки находится в 130 км от устья Ваймуг в урочище Устьпенская Плотина по правому берегу. Высота устья — 64 м над уровнем моря.

## Данные водного реестра
По данным государственного водного реестра России относится к Двинско-Печорскому бассейновому округу, водохозяйственный участок реки — Северная Двина от впадения реки Вага и до устья, без реки Пинега, речной подбассейн реки — Северная Двина ниже места слияния Вычегды и Малой Северной Двины. Речной бассейн реки — Северная Двина.
Код объекта в государственном водном реестре — 03020300412103000034000.